# 黄陈镇
黄陈镇，是中华人民共和国甘肃省陇南市成县下辖的一个乡镇级行政单位。

## 行政区划
黄陈镇下辖以下地区：
下五郎村、黄陈村、郑家山村、石榴湾村、毕家河村、孟坪村、苇子沟村、中湾村和上五郎村。